# Cratere Dreyer
Dreyer è un cratere lunare di 63,84 km situato nella parte nord-occidentale della faccia nascosta della Luna.
Il cratere è dedicato all'astronomo danese John Dreyer.

## Crateri correlati
Alcuni crateri minori situati in prossimità di Dreyer sono convenzionalmente identificati, sulle mappe lunari, attraverso una lettera associata al nome.
| Dreyer | Coordinate            | Diametro (in km) |
| ------ | --------------------- | ---------------- |
| C      | 11°00′00″N 98°15′36″E | 35,44            |
| D      | 10°42′36″N 99°49′48″E | 24,88            |
| J      | 9°01′12″N 98°31′12″E  | 26,85            |
| K      | 9°14′24″N 97°43′48″E  | 21,56            |
| R      | 8°29′24″N 94°28′48″E  | 18,08            |
| W      | 11°46′12″N 95°48′00″E | 30,74            |